# RAFI
Die Rafi Holding GmbH (Eigenschreibweise: RAFI) ist die Konzernobergesellschaft der RAFI-Group, zu der insbesondere die RAFI GmbH & Co. KG gehört, einem Hersteller von elektromechanischen und elektronischen Bauelementen und Systemen.

## Geschichte
Gegründet wurde das Unternehmen am 15. November 1900 in Ravensburg als Optisches, mechanisches & elektrotechnisches Institut von Ernst Bucher. Damals war das Geschäft des Unternehmens die Entwicklung und Produktion von Schaltern und Lichtrufanlagen.
1908 wurde der Elektrotechniker Raimund Finsterhölzl Inhaber der Firma, er lässt 1912 das Warenzeichen Rafi, eine Zusammensetzung aus seinen Initialen, beim kaiserlichen Patentamt eintragen.
1935 erfolgt eine Namensänderung in Elektrotechnische Spezialfabrik Raimund Finsterhölzl und Finsterhölzls Schwester Emmy Finsterhölzl wurde Inhaberin der Firma. Schließlich geht die Firma 1947 an Finsterhölzls Sohn Werner Raimund Finsterhölzl-Vernière über, der sie 1952 in „Rafi“ Raimund Finsterhölzl, Elektrotechnische Spezialfabrik umbenennt. Rolf Kreeb wurde 1961 Gesellschafter und Geschäftsführer.
1987 wurde RAFI vom Hoesch-Konzern übernommen. Um personalintensive Produkte wettbewerbsfähig produzieren zu können, gründete RAFI 1991 in Ungarn die Tochterfirma RAFI BBP, jetzt RAFI Hungaria. Nach der feindlichen Übernahme von Hoesch durch die Friedrich Krupp AG passte die Firma nicht in die vom Stahl geprägte Strategie von Krupp. Daher wurde sie 1994 von privaten Gesellschaftern übernommen und ist seither beständig wachsend im Markt. Seit dieser Zeit wurden mehrere Unternehmen neu gegründet oder übernommen.
Seit 2020 gehört die RAFI Gruppe zur Oaktree Capital Management, L.P.

## Produkte

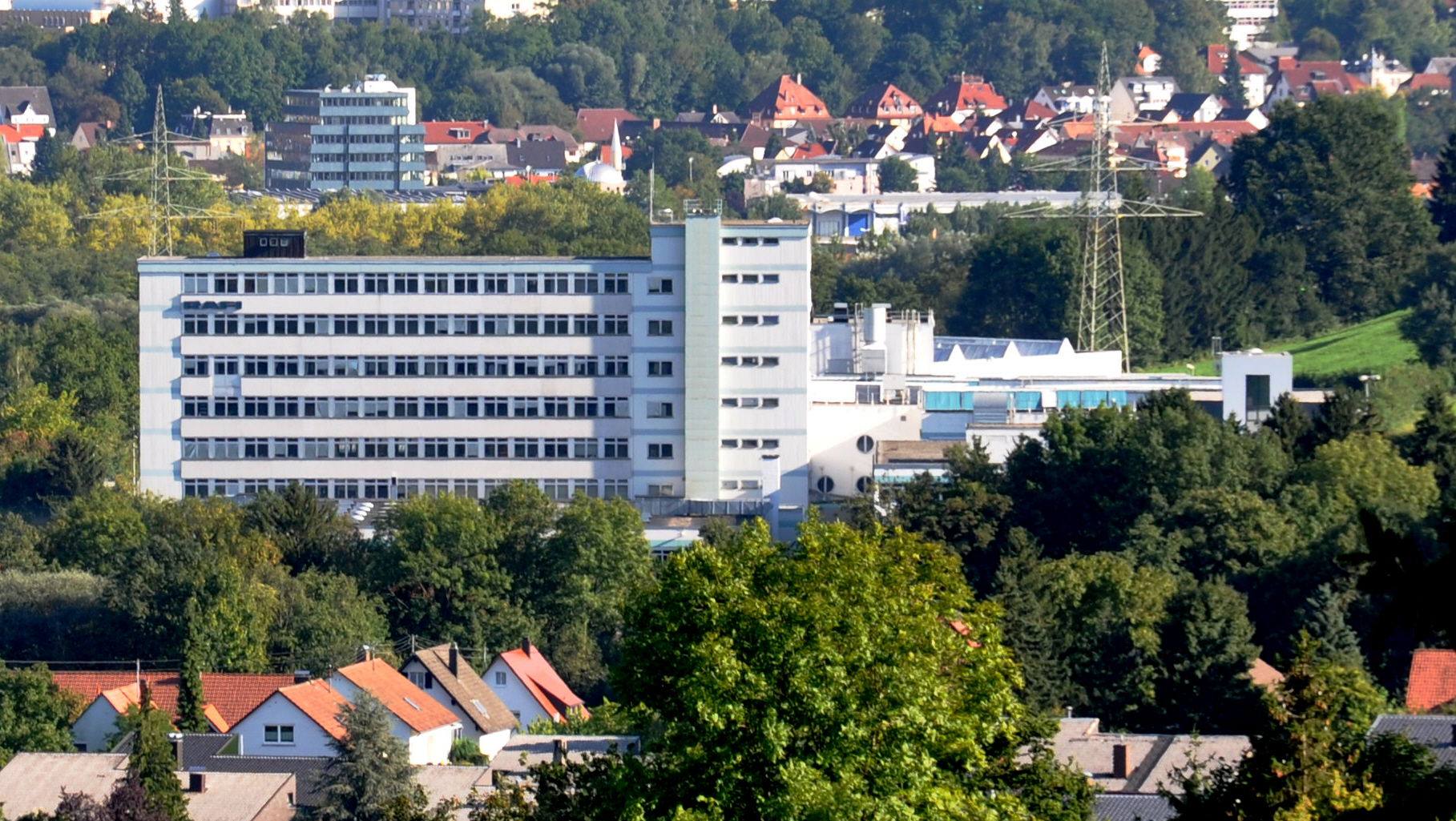
RAFI in Berg

Das Produktspektrum von RAFI umfasst modulare Plattformlösungen in kundenspezifischen Systemen, Standardkomponenten wie Kurzhubtaster und Befehls-/Meldegeräte, digitale Lösungen zur einfachen Prozessoptimierung sowie  E2MS – Electronic Engineering and Manufacturing Services.

### Befehls- und Meldegeräte
- RAFIX-Baureihen
- Baureihen RAMO und LUMOTAST
- Signalleuchten
- IO-LINK
- E-BOX
- Not-Halt

### Kurzhubtaster
- MICON 5
- RACON 8/12
- RF15/19
- KN19

### Digitale Lösungen
- KIS.ME

### Plattformen
- Touchscreen-Systeme unter den Markennamen GLASSCAPE und FLEXSCAPE
- Joystickplattform unter dem Markennamen JOYSCAPE
- ECU – Embedded Control Units zur Steuerung und Visualisierung
- Elektromechanische Systeme

### E2MS – Electronic Engineering and Manufacturing Services
- Produktionsdienstleistung elektronischer Komponenten und Baugruppen

## Hauptbranchen
- Telekommunikation
- Steuerungstechnik
- Maschinen- und Anlagenbau
- Haustechnik
- Medizintechnik
- Robotik und Automation
- Fahrzeuge

## Tochterunternehmen
Die Tochterunternehmen in alphabetischer Reihenfolge sind:
- RAFI Electronics Ltd (Shanghai, China)
- RAFI Eltec GmbH (Überlingen)
- RAFI Hungaria Kft. (Mezőtúr, Ungarn)
- RAFI Italia S.r.l. (Cambiago, Italien)
- RAFI Poland sp. z o.o. (Zielona Góra, Polen)
- Xymox (Milwaukee, USA)

Die RAFI Eltec GmbH ist Mitglied im Wirtschaftsverband Industrieller Unternehmen Baden.